# Stiromesostenus exareolatus
Stiromesostenus exareolatus là một loài tò vò trong họ Ichneumonidae.